# Karol August Freyer

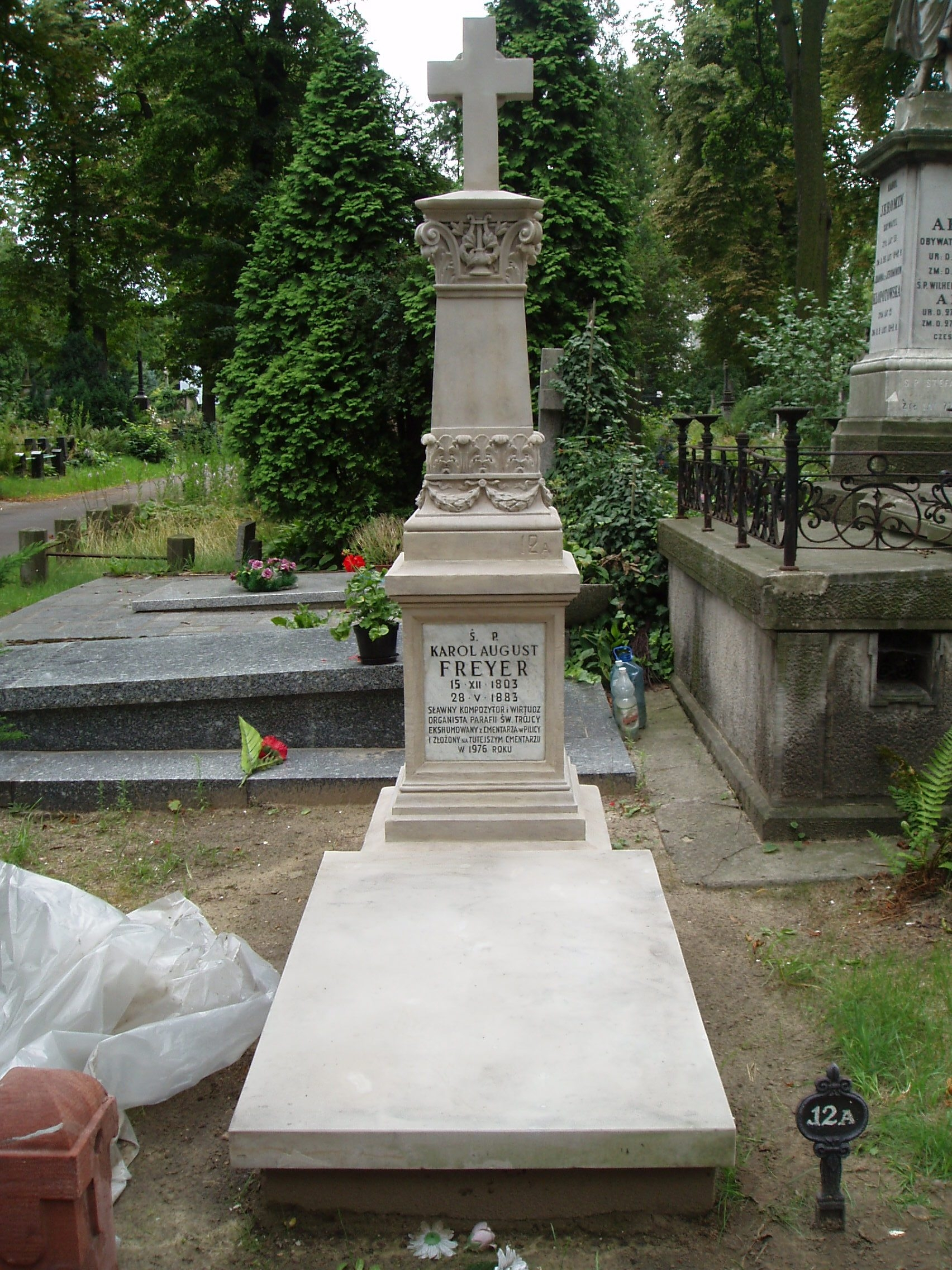
Grób K.A. Freyera na cmentarzu ewangelickim w Warszawie

Karol August Freyer, właśc. Karl August Freyer (ur. 15 grudnia 1801 w Oberschaar koło Annabergu, zm. 28 maja 1883 w Górze Kalwarii) – polski kompozytor, organista i pedagog pochodzenia niemieckiego.

## Życiorys
Był synem ziemianina Johanna Gottfrieda i Johanny z Bachów. Od 6 roku życia pobierał lekcje muzyki i gry na organach u kantora w Annabergu K.B. Geißlera oraz teorii muzyki i kompozycji u Schneidera i Pohlenza w Lipsku. Polecony przez nich Józefowi Elsnerowi udał się w roku 1827 do Warszawy, by ukończyć studia muzyczne u tego pedagoga. Przez resztę życia pozostał w Polsce, działając jako pedagog muzyczny. W swoich czasach był uważany za najlepszego organistę stolicy. Do roku 1830 był nauczycielem ośmioletniego wówczas Stanisława Moniuszki, zaliczał się też do grona bliskich przyjaciół Fryderyka Chopina, który obdarzył go swym portretem z dedykacją. W roku 1831 Freyer wstąpił jako kontrabasista do orkiestry stołecznego Teatru Wielkiego, ale wkrótce ze względu na słabe zdrowie wystąpił z niej i poświęcił się wyłącznie grze na organach. W roku 1834 odbył tournée artystyczne po Niemczech, odwiedzając m.in. Wrocław, Berlin, Hamburg i miasta w rodzinnej Saksonii i zdobywając wysokie uznanie publiczności, krytyków oraz koryfeuszy świata muzyki, takich jak Felix Mendelssohn-Bartholdy i Ludwig Spohr.
Po powrocie do Warszawy Freyer przejął w roku 1837 stanowisko organisty przy stołecznej parafii ewangelickiej pw. św. Trójcy. Założył tam szkołę muzyczną, gdzie uboższych uczniów kształcił nieodpłatnie, a także profesjonalny parafialny chór. Swą prywatną szkołę muzyczną prowadził przez 30 lat – po zamknięciu przez władze carskie wyższych uczelni warszawskich po powstaniu listopadowym, w tym Szkoły Głównej Muzyki, była ona jedyną szkołą tego rodzaju w stolicy. Po otwarciu w 1861 Instytutu Muzycznego Freyer zlikwidował swą szkołę i wstąpił do grona pedagogów nowej uczelni jako profesor gry i teorii organowej, nadal dbając o interesy niezamożnych uczniów. Wydał w tych latach Praktyczną Szkołę na Organy, przez wiele lat obowiązkowy podręcznik w Instytucie Muzycznym. W roku 1871 znalazł się wraz z krewnym Antonim Freyerem w gronie założycieli Warszawskiego Towarzystwa Muzycznego.
Karol August Freyer był także cenionym kompozytorem, którego dzieła do dziś są wykonywane. Komponował preludia, fantazje i wariacje koncertowe, msze, chorały. Jego Salve Regina wykonywano podczas wielu uroczystych pogrzebów w XIX wieku. Komponował także muzykę lekką, m.in. różnego rodzaju tańce. Z muzyki liturgicznej skomponował także znaną pieśń Upadnij na kolana, która jest popularna również w Kościele Rzymskokatolickim.
Freyer ożenił się 21 kwietnia 1838 roku z Dorotą z Rothów primo voto Einert, matką kompozytora Teodora Einerta, wdową po poprzedniku Freyera na stanowisku organisty w kościele św. Trójcy, Karola Fryderyka Einerta, i miał z nią córkę. W roku 1879, a więc po 52 latach pracy, przeszedł na emeryturę i wyprowadził się do córki, zamieszkałej w Pilicy k. Grójca, gdzie został w 1883 pochowany na miejscowym cmentarzu ewangelickim. W związku z planowaną likwidacją cmentarza w roku 1976 prochy i nagrobek muzyka przeniesiono na cmentarz ewangelicko-augsburski w Warszawie (aleja E, grób 10a, na nagrobku widnieje błędna data urodzenia kompozytora – 1803).